# Bec de dalla becnegre
El bec de dalla becnegre (Campylorhamphus falcularius) és una espècie d'ocell de la família dels furnàrids (Furnariidae) que habita els boscos del sud-est del Brasil, est del Paraguai i nord-est de l'Argentina.